# Погружение (фильм)
«Погружение» (англ. Submergence) — американский драматический триллер мелодрама режиссёра Вима Вендерса, основанный на одноимённом романе Дж. М. Ледгарда. В главных ролях — Джеймс Макэвой и Алисия Викандер. Мировая премьера состоялась на Кинофестивале в Торонто в 2017 году. Премьера в России состоялась 1 марта 2018 года.

## Сюжет
Фильм рассказывает о мужчине и женщине, влюблённых друг в друга, которые находятся на грани жизни и смерти, будучи разделёнными тысячами километров. Джеймс томится в плену у джихадистов, а женщина-ученый Даниэль совершает опасную экспедицию на дно океана.

## В ролях
| Актёры            | Персонажи        |
| ----------------- | ---------------- |
| Джеймс Макэвой    | Джеймс Мур       |
| Алисия Викандер   | Даниэль Флиндерс |
| Алекс Хафнер      | мистер Беллхоп   |
| Селин Джонс       | Тумбс            |
| Харви Фридман     | Боб              |
| Одри Куотури      | Энни             |
| Дэриан Мартин     | Джонатан         |
| Шарлотта Рэмплинг | Альма            |

## Съёмки
Съёмки фильма начались 12 апреля 2016 года и проходили во Франции, Германии, Испании, Фарерских островах и Джибути.

## Критика
На агрегаторе рецензий Rotten Tomatoes рейтинг одобрения составляет 22 % на основе 55 обзоров со средней оценкой 4,3 из 10. Критический консенсус веб-сайта гласит: «Осечка фильма не так глубока, как кажется, но все же умудряется утопить свои звезды в драме, из-за чего их амбиции остаются почти полностью нереализованными».
Мэтт Золлер-Зейтц из RogerEbert.com дал фильму 2 звезды из 4, написав: «Не утомительно, но и не увлекательно». Бенджамин Ли из The Guardian дал фильму 2 звезды из 5 и прокомментировал: «„Погружение“ кажется неуклюжей смесью, запутанной адаптацией, сделанной людьми, которые, кажется, не совсем понимают, что находятся у них в руках».